# 장아이링
장아이링(중국어 정체자: 張愛玲, 간체자: 张爱玲, 병음: Zhāng Aìlíng, 1920년 9월 30일 ~ 1995년 9월 8일)은 중국의 소설가, 산문가, 영화작가이다. '량징(梁京)'이라는 가명으로도 알려 있다. 중국 현대문학을 대표하는 작가로 《색, 계》의 작가로 잘 알려져 있다.
무엇보다도 상하이 시민이라는 사실에 자부심을 느꼈고, 대부분 작품에도 상하이 시내를 묘사하는 장면이 많이 나온다. 또한 장아이링의 작품은 남성과 여성이 서로를 사랑하면서 느끼는 정신적 긴장을 자주 다루고 있다. 일부 학자들은 그녀의 작품을 당대 중국문학에서 최고라고 평가하기도 한다. 장아이링의 작품에는 1940년대의 상하이와 일본이 점령한 홍콩에서의 삶을 묘사하면서 그 삶의 일상적인 측면에 초점을 맞추고 당대의 다른 많은 작가들이 의도했던 문학작품 배후에 숨어있는 정치적인 의미가 없다는 특징이 있다. 위안충충(Yuan Qiongqiong)은 장아이링에게 영감을 얻은 대만 작가이다. 시인이자 서던캘리포니아 대학교의 교수인 도미닉 정은 "중국에서 민족주의자와 공산주의자의 정치적 분열이 없었다면, 그녀는 거의 확실히 노벨상을 수상했을 것"이라고 말했다.
장아이링의 폭발적인 인기와 유명한 이미지는 외국으로 이민을 가서 은둔 생활을 하다가 결국 갑작스런 심장혈관 질환으로 74세에 사망한 그녀의 비극적인 실제 삶과 대조를 이룬다. 그녀는 죽는 순간까지 외롭게 죽었고 로스엔젤레스의 시민들에게 어떠한 장례의식도 치르지 말고 바로 화장하여 뿌려달라고 유언을 남겼고 실제로 그녀의 유해는 지인들에 의해 태평양에 뿌려졌다.

## 같이 보기
- 중국 문학
- 중국 작가 목록